# Рай (містечко, Нью-Йорк)
Рай (англ. Rye) — місто (англ. town) в США, в окрузі Вестчестер штату Нью-Йорк. Населення — 49 613 особи (2020).

## Демографія
Згідно з переписом 2010 року, у місті мешкало 45 928 осіб у 15 469 домогосподарствах у складі 10 919 родин. Було 16556 помешкань
Расовий склад населення:
| - 70,2 % — білих - 4,9 % — чорних або афроамериканців - 3,3 % — азіатів - 0,7 % — корінних американців - 17,2 % — осіб інших рас |

До двох чи більше рас належало 3,8 %. Частка іспаномовних становила 42,4 % від усіх жителів.
За віковим діапазоном населення розподілялося таким чином: 23,6 % — особи молодші 18 років, 63,4 % — особи у віці 18—64 років, 13,0 % — особи у віці 65 років та старші. Медіана віку мешканця становила 37,2 року. На 100 осіб жіночої статі у місті припадало 102,9 чоловіків;  на 100 жінок у віці від 18 років та старших — 102,2 чоловіків також старших 18 років.
Середній дохід на одне домашнє господарство  становив 122 268 доларів США (медіана — 78 245), а середній дохід на одну сім'ю — 138 601 долар (медіана — 94 627). Медіана доходів становила 50 072 долари для чоловіків та 51 752 долари для жінок. За межею бідності перебувало 10,0 % осіб, у тому числі 12,2 % дітей у віці до 18 років та 7,6 % осіб у віці 65 років та старших.
Цивільне працевлаштоване населення становило 23 923 особи. Основні галузі зайнятості: освіта, охорона здоров'я та соціальна допомога — 19,5 %, науковці, спеціалісти, менеджери — 16,1 %, мистецтво, розваги та відпочинок — 14,3 %.